# 昆港高速动车组列车
昆港高速動車組列車是中國鐵路運行於雲南省昆明市昆明南站至香港特別行政區香港西九龍站的高速動車組列車。

## 历史
- 2018年7月1日，配合广深港客运专线即将开通的前期准备工作，广州局集团开行了往返广州南站至昆明南站的G312/313、G314/311次高速动车组，为列车运行区间预备延长至香港西九龙站做好准备[1]。
- 2018年9月23日，因应广深港客运专线香港段開通，「昆港高速动车组」启行，每天从昆明南站及香港西九龍站各发出一趟列车；昆明南站发车时间为09:19（G314/311次），香港西九龍站发车时间为12:06（G312/313次）。[2][3]
- 2019年10月11日，本對列車車次調整爲G410/407、G408/409次，部分站點到站時刻微調。
- 2020年1月30日起因香港西九龙站管制站受湖北省爆發疫情影響而关闭，昆明南开G410/407次列车运行区间缩短至深圳北，香港西九龙开G408/409次旅客列车临时停运[4]，已購票乘客可獲無條件退款[5]。
- 2023年4月1日，因应香港西九龙站恢复跨广东省列车，运行区间恢复为昆明南-香港西九龙[6]。惟由於貴廣段正進行提質改造工程，進港班次由停運前的需時7小時36分增至8小時40分，而離港班次則由停運前的需時7小時43分增至8小時45分。
- 2023年10月11日，因贵广客运专线达速300km/h运营，本對列车運行時長由原来的8小时42~49分縮短至7小時37~41分[7]。

## 使用列车
本對列車使用配屬廣州局集團長沙動車運用所的CR400AF-A。相关车底及交路亦会与香港西九龙至長沙南的G6113/61134次列車套跑，交路隔日完成。

## 外部連結
- 香港高速鐵路長途列車行車時間表 （页面存档备份，存于）（包含G408/9、G410/07）